# Рейнага, Фаусто
Фаусто Рейнага (исп. Fausto Reinaga, 27 марта 1906 — 19 августа 1994) — боливийский философ, историк и политик индейского происхождения. Один из крупнейших сторонников аграрного коллективизма.
Принимал активное участие в революции 1952 г., но позднее разочаровался в возможности как-либо изменить положение индейского населения с помощью государственных институтов европейского типа. В 1957 году по поручению Коммунистической партии Боливии посещал съезд профсоюзов в Лейпцие (ГДР), СССР и коммунистическую конференцию в Монтевидео (Уругвай), где был арестован и остался без помощи партии, что вызвало кризис его мировоззрения. Он дистанцировался от КПБ и совершил путешествие в Мачу-Пикчу. Если в 1960-е годы он ещё был сторонником марксизма, то затем перешёл на позиции индихенизма.